# Rakovniško imanje
Rakovniško imanje nalazi se u Rakovniku (Ljubljana).

## Povijest
Kada je imanje prvotno bilo izgrađeno, nije poznato; prve zapise o zgradi pruža Janez Vajkard Valvazor.1641. godine dvorac je u potpunosti obnovio Ivan Putschar (Pučar). Kasnije je posjed imao nekoliko vlasnika (grofovi Attems, Auerspergi,...), dok je 1700. nisu kupili jezuiti. 1900. godine dvorac je otkupila Udruga za izgradnju skloništa i uzgajališta, zatim su posjed poklonili - salezijancima. 1901. su se u dvorac doselili pri salezijanci i već iduće godine su započeli s postupkom izgradnje crkve Gospe od Milosrđa i konvikta.